# Xã Allodium, Quận Graham, Kansas
Xã Allodium (tiếng Anh: Allodium Township) là một xã thuộc quận Graham, tiểu bang Kansas, Hoa Kỳ. Năm 2010, dân số của xã này là 51 người.